# Zhang Yuning (1977)
Zhang Yuning (張玉寧T, 张玉宁S, Zhāng YùníngP; Shenyang, 25 maggio 1977) è un ex calciatore cinese, di ruolo attaccante.